# Eperjessy János
Eperjessy János (Tiszanána, 1814. november 1. – Kápolna, 1880. augusztus 25.) egri egyházmegyei katolikus lelkész és főszentszéki ülnök.

## Élete
Eperjessy Ferenc kanonok ikertestvére volt. A gymnasiumot és bölcseletet Egerben, a teológiát, 1833-ban a papnevelőbe lépvén, a bécsi Pazmaneumban végezte. 1838. szeptember 20. Scitovszky János rozsnyói püspök pappá szentelte s az egyházmegyei kormány Erdőtelekre, majd Egerbe rendelte segédlelkésznek. 1844-ben főpásztora maga mellé vette és levéltárnokká és szentszéki aljegyzővé nevezte ki. 1846-ban a felsőtárkányi javadalommal ruháztatott föl. 1868-ban az egri kerület alesperese, 1874 pedig plébános lett Kápolnán. Ismeretterjesztő, erkölcsi s politikai cikkeket irt a katolikus hírlapokba.

## Munkái
1. Egyházi beszéd, melyet t. Póka Zsigmond első áldozata alkalmával tartott. Eger, 1840.
2. Socrates a barátok megválasztásáról. Xenophon után. Uo.… (Kath. legényegyleti Olvasó-tár II.)
3. A rabszolgaság eltörlésének kérdése és a testvérharcz az északamerikai Egyesült-Államokban. Uo. 1864.